# Kreuzkirche (München)

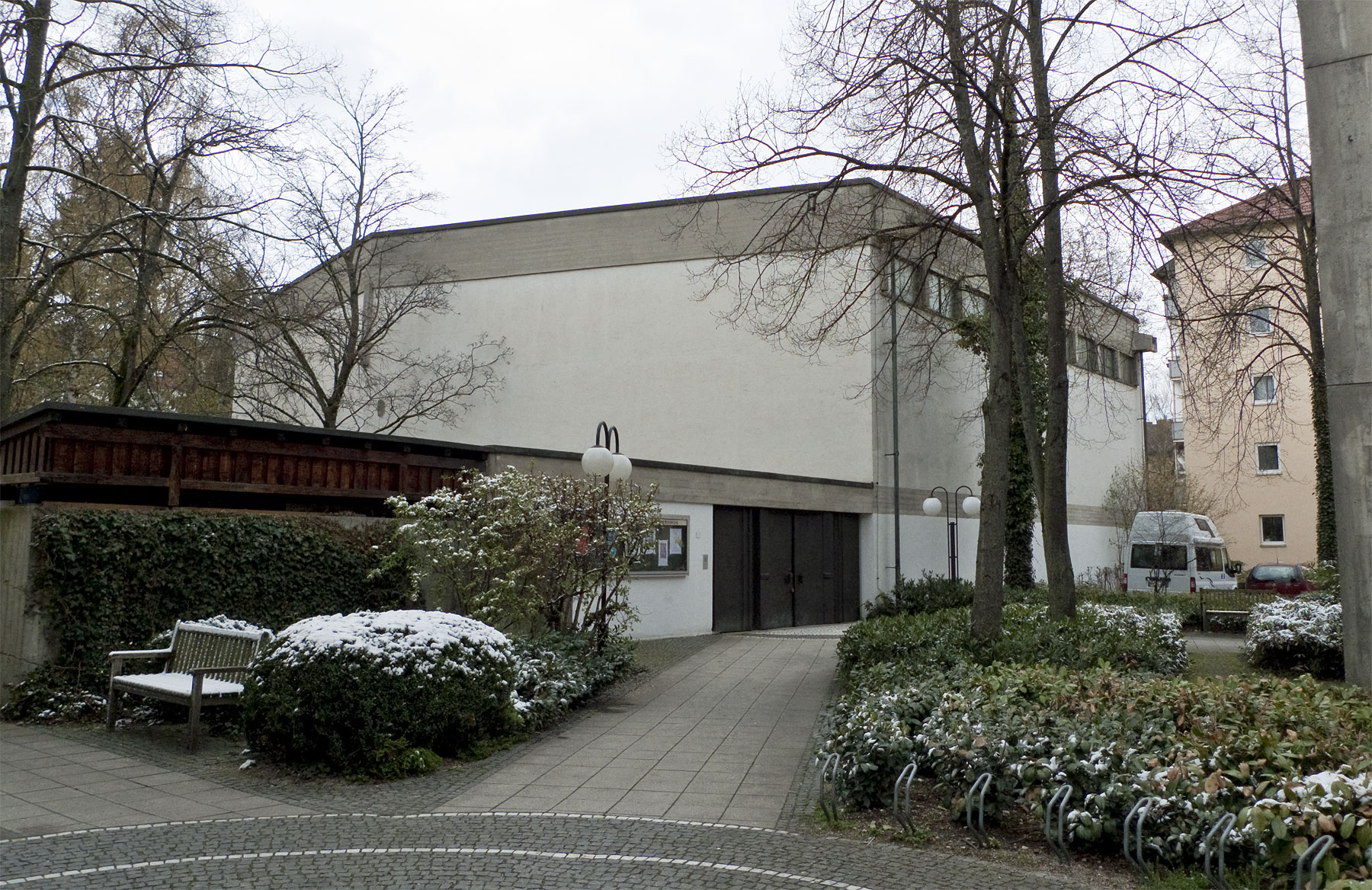
Kreuzkirche

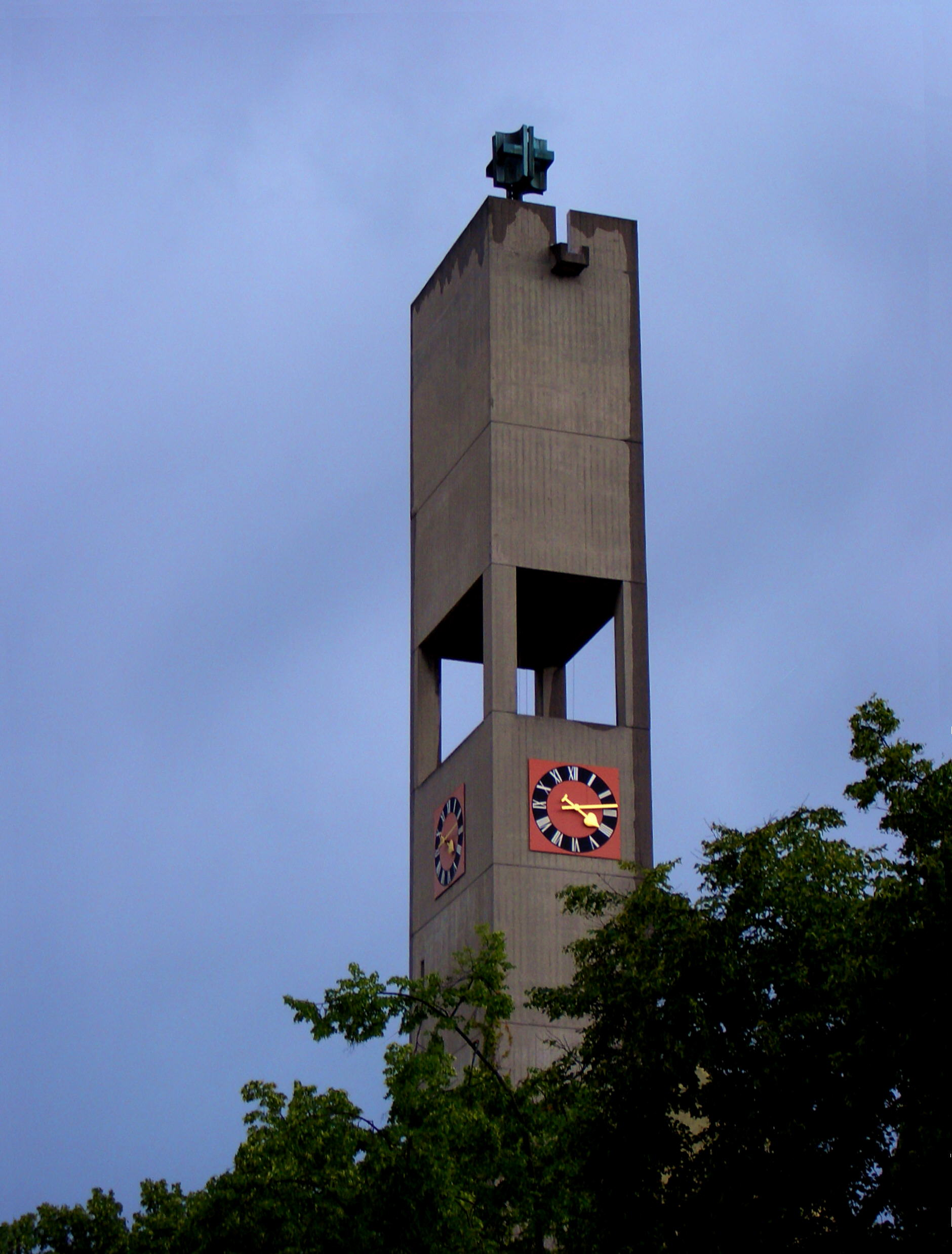
Campanile

Die Kreuzkirche ist eine evangelisch-lutherische Kirche im Münchner Stadtbezirk Schwabing-West.

## Gebäude
Die Kreuzkirche ist ein unauffälliger weiß verputzter Betonskelettbau mit ziegelverfüllten Wänden auf sechseckigem Grundriss mit schmalen Fenstern unterhalb des Flachdachs, ein Werk von Theodor Steinhauser aus dem Jahr 1968; sie ist von der Straßenfront leicht zurückgesetzt. Ein hoher Campanile in Sichtbeton neben dem Kirchengebäude ist jedoch weithin sichtbar.
Das Kircheninnere präsentiert sich als hoher Saal; die Wände sind mit Klinkersteinen verkleidet.

## Geschichte
Die Gemeinde der Kreuzkirche entstand aus einer Ausgründung von St. Markus. Am Ort der heutigen Kirche stand 1930 eine Notkirche aus Holz. Die Kirchengemeinde der Kreuzkirche hat seit 1. April 1933 diesen Status. Im Juli 1944 wurde die Holzkirche bei einem Bombenangriff zerstört. Ab 1946 war die Kreuzkirche in einer Baracke untergebracht, einer Spende aus der Schweiz. Ein erster fester Kirchenbau entstand 1950 nach Plänen von Otto Bartning; Bartning nutzte bei seinem Bau mit hölzerner Dachkonstruktion die Grundmauern einer im Zweiten Weltkrieg ebenfalls ausgebrannten Schulturnhalle. Nach Errichtung des heutigen Kirchenbaus wurde die alte Kirche zum Gemeindesaal mit 250 Plätzen umgebaut; die künstlerische Ausgestaltung stammt von Hubert Distler. Der Gemeindesaal trägt seit Februar 2009 den Namen von Albert Lempp, der sich  für die Gründung der Kreuzkirchengemeinde eingesetzt hatte, bevor er Mitverfasser der Osterbotschaft Münchner Laien wurde, einer mutigen Denkschrift gegen den Terror der nationalsozialistischen Herrschaft.

## Bemerkenswerte Kunstwerke

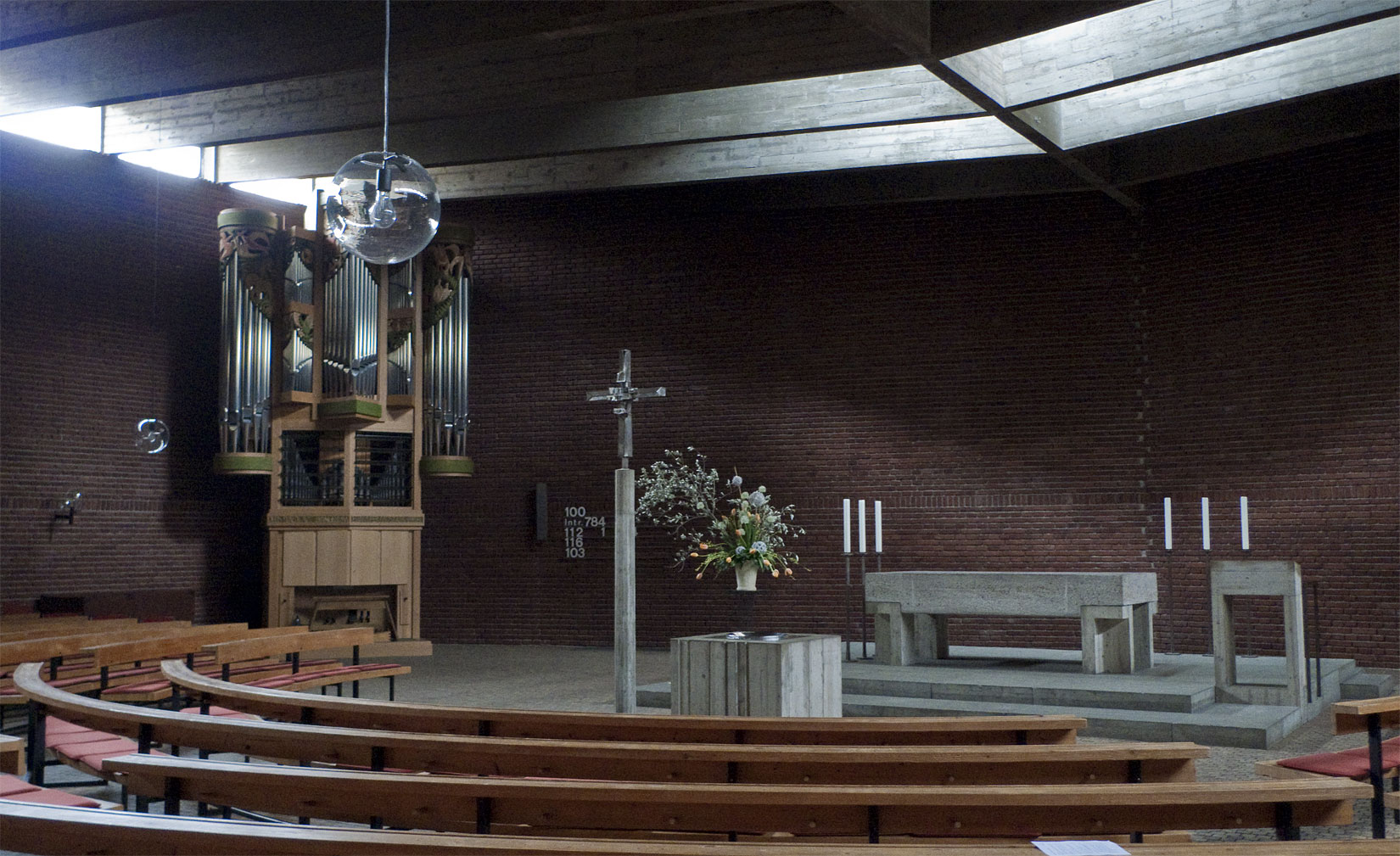
Kreuzkirche – Innenraum

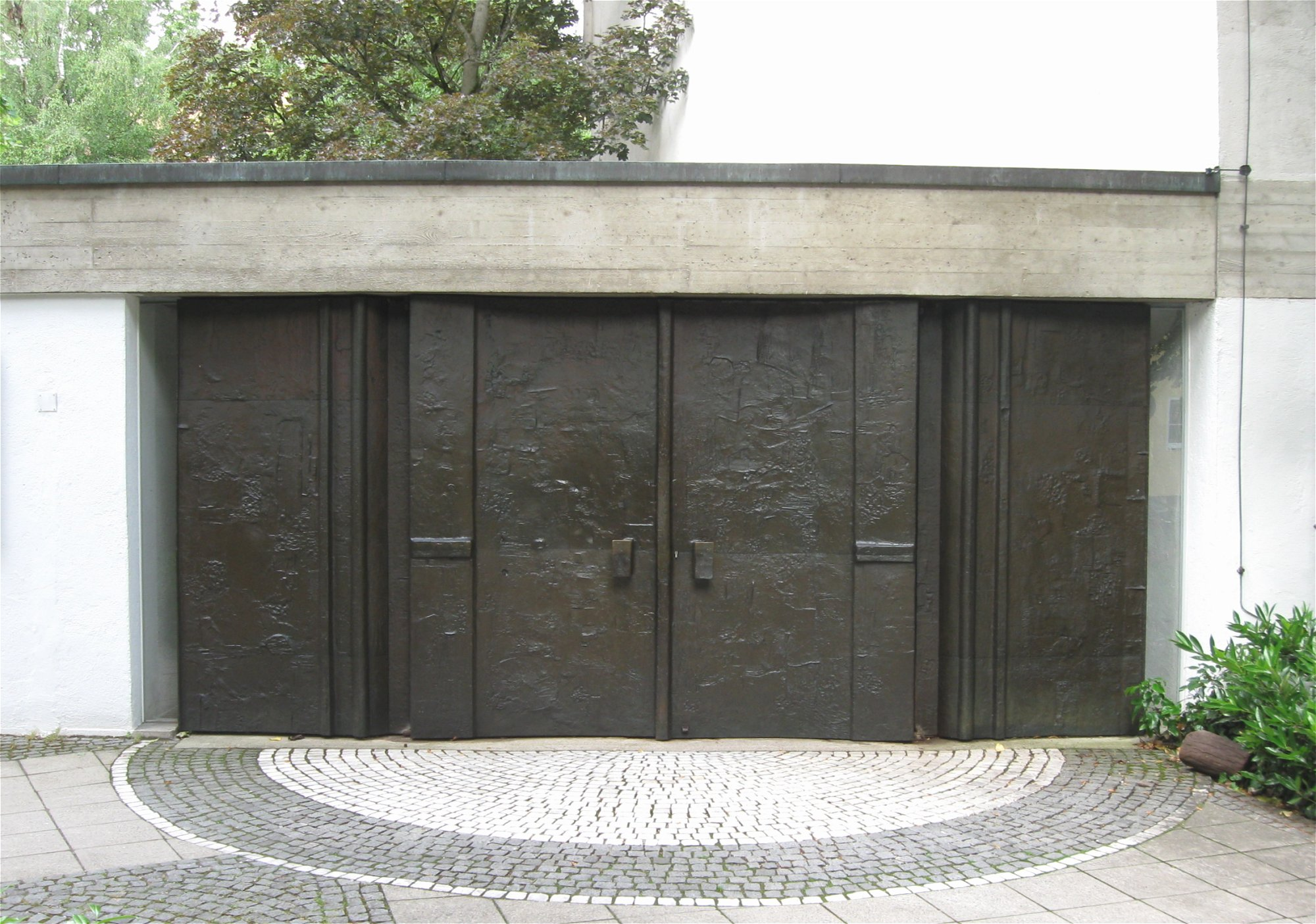
Eingang

- Im Kirchenraum steht ein großes, mit Bergkristall geschmücktes Silberkreuz, ein Werk von Hermann Jünger aus dem Jahr 1968. Das Relief an der Eingangspforte und das Turmkreuz sind Werke von Karlheinz Hoffmann.

## Orgel

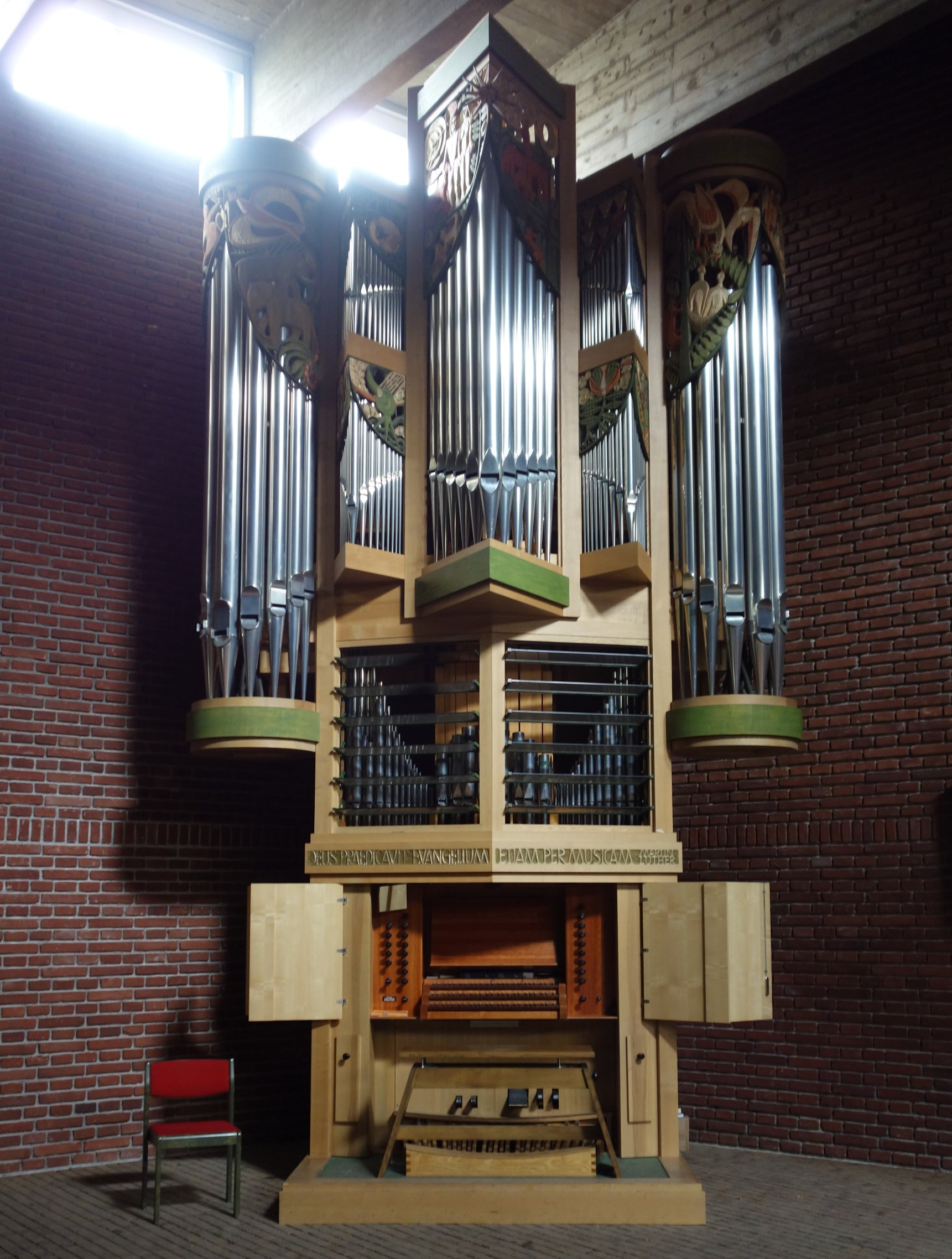
Die Orgel

Die Orgel wurde 1985 von Orgelbau Sandtner als Opus 135 gebaut. Sie hat 22 Register auf zwei Manualen und Pedal. Die Disposition lautet:
| II Hauptwerk |       |
| Principal    | 8′    |
| Holzgedeckt  | 8′    |
| Octave       | 4′    |
| Spitzflöte   | 4′    |
| Feldpfeife   | 2′    |
| Mixtur IV-V  | 1 ⁄3′ |
| Trompete     | 8′    |
| Tremulant    |       |

| III Positiv (schwellbar) |        |
| Rohrflöte                | 8′     |
| Viola di Gamba           | 8′     |
| Flûte harm.              | 4′     |
| Nazard                   | 2 ⁄3′  |
| Principal                | 2′     |
| Tierce                   | 1 3⁄5′ |
| Larigot                  | 1 ⁄3′  |
| Scharff III              | 2⁄3′   |
| Chalumeau                | 8′     |
| Tremulant                |        |

| Pedal: C–g3 |     |
| Subbaß      | 16′ |
| Praestant   | 8′  |
| Pommer      | 8′  |
| Tenoroctave | 4′  |
| Fagott      | 16′ |

- Koppeln: II/P, III/P, 1. Manual = Koppelmanual III/II
- Spielhilfen: mechanische Plenoschaltung
- Bemerkungen: Schleiflade, mechanische Spiel- und Registertraktur

## Glocken
Der charakteristisch gestaltete Turm beherbergt in seinem obersten kubusähnlichen Segment ein dreistimmiges Bronzegeläute der Erdinger Glockengießerei in den Schlagtönen dis1, fis1 und gis1. Die Glocken wurden 1967 gegossen.

## Seelsorger
- Pfarrerin Elke Wewetzer
- Pfarrerin Elke Schwab
- Hochschulpfarrerin Martina Rogler
- Jugenddiakon Kai Deinat

## Besonderheiten
Die evangelische Gemeinde Kreuzkirche betreibt eine Kindertagesstätte und eine öffentliche Bücherei.